# نيل هينيسي
نيل هينيسي (بالإنجليزية: Neil Hennessy)‏ هو موسيقي أمريكي، ولد في 12 ديسمبر 1978.

## وصلات خارجية
- نيل هينيسي على موقع ميوزك برينز (الإنجليزية)
- نيل هينيسي على موقع أول ميوزيك (الإنجليزية)
- نيل هينيسي على موقع ديسكوغز (الإنجليزية)